# Tour de Haute-Autriche juniors
Le Tour de Haute-Autriche juniors (également nommé Oberösterreich Juniorenrundfahrt ou Junioren Rundfahrt) est une course cycliste autrichienne. Il s'agit d'une course par étapes de trois jours faisant partie du calendrier international juniors masculin. Il s'agit de la version junior (coureurs âgés de moins de 19 ans) du Tour d'Autriche.

## Palmarès depuis 2000
| Année | Vainqueur            | Deuxième              | Troisième           |
| ----- | -------------------- | --------------------- | ------------------- |
| 2000  | Philippe Gilbert     | Andri Lebedev         | Koen de Kort        |
| 2001  | Przemysław Pietrzak  | Kalle Kriit           | Marc de Maar        |
| 2002  | Matej Jurčo          | Mauro Santambrogio    | Tom Veelers         |
| 2003  | Martin Velits        | Sebastian Langeveld   | Lukas Fus           |
| 2004  | Stefan Denifl        | Łukasz Modzelewski    | Gašper Švab         |
| 2005  | André Steensen       | Niki Østergaard       | Thomas Kvist        |
| 2006  | Marko Kump           | Matthias Krizek       | Lukas Goc           |
| 2007  | Matthias Brändle     | Igor Gerling          | Peter Hartmann      |
| 2008  | Stefan Mair          | Christopher Roth      | Thomas Sprengers    |
| 2009  | Rune van der Meijden | Jens Adams            | Patrick Konrad      |
| 2010  | Sebastiaan Pot       | Martin Kunz           | Paul Moerland       |
| 2011  | Joachim Vanreyten    | Steven Lammertink     | Sebastiaan Pot      |
| 2012  | Matej Mohorič        | Tiesj Benoot          | Miloš Borisavljević |
| 2013  | David Per            | Benjamin Brkic        | Piet Allegaert      |
| 2014  | Benjamin Brkic       | Tom Wirtgen           | Emiel Planckaert    |
| 2015  | Pavel Sivakov        | Bjorg Lambrecht       | Harm Vanhoucke      |
| 2016  | Jaka Primožič        | Ide Schelling         | Valentin Ferron     |
| 2017  | Florian Kierner      | Thymen Arensman       | Tobias Bayer        |
| 2018  | Frederik Thomsen     | Ilan Van Wilder       | Felix Engelhardt    |
| 2019  | Marco Brenner        | Vegard Stokke         | Edoardo Sandri      |
| 2020  | pas de course        | pas de course         | pas de course       |
| 2021  | Alec Segaert         | Alexander Hajek       | Moritz Kärsten      |
| 2022  | Frank Aron Ragilo    | Benjamin Eckerstorfer | Roman Ermakov       |
| 2023  | pas de course        | pas de course         | pas de course       |
| 2024  | Bram Danklof         | Jasper Schoofs        | Anton Louw          |
| 2025  | Daan Dijkman         | Jasper Verbrugge      | Oscar Amey          |